# Kanton Conlie
Kanton Conlie (fr. Canton de Conlie) je francouzský kanton v departementu Sarthe v regionu Pays de la Loire. Tvoří ho 15 obcí.

## Obce kantonu
- Bernay
- Conlie
- Cures
- Degré
- Domfront-en-Champagne
- La Chapelle-Saint-Fray
- La Quinte
- Lavardin
- Mézières-sous-Lavardin
- Neuvillalais
- Neuvy-en-Champagne
- Ruillé-en-Champagne
- Sainte-Sabine-sur-Longève
- Saint-Symphorien
- Tennie